# Anthocoris nemoralis
Anthocoris nemoralis är en insektsart som först beskrevs av Fabricius 1794.  Anthocoris nemoralis ingår i släktet Anthocoris och familjen näbbskinnbaggar. Arten är reproducerande i Sverige. Inga underarter finns listade i Catalogue of Life.

## Bildgalleri

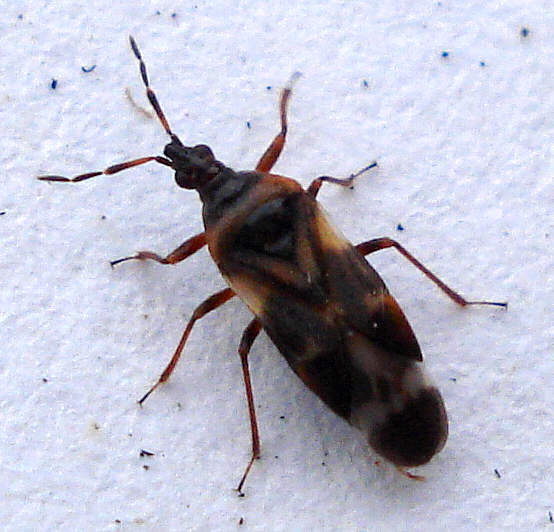